# Franz Knappe
Franz Knappe (* 23. März 1921 in Harrachsdorf, Tschechoslowakei; † 13. März 2017 Geschwenda, Thüringen) war ein deutscher Skispringer. 

## Leben
Geboren wurde Franz Knappe im Riesengebirge. Nach der Vertreibung aus dem Sudetenland verschlug es ihn in die Sowjetische Besatzungszone nach Geschwenda am Thüringer Wald, wo er sich dem Wintersport widmete.
Er wurde 1950 in Schierke mit Weiten von 63 und 63,5 Metern erster DDR-Meister im Spezialsprunglauf. Im folgenden Jahr wurde er in Rumänien Vizeweltmeister im Spezialsprunglauf bei den Studentenweltmeisterschaften. 1952 gewann er gemeinsam mit Werner Lesser erneut die DDR-Meisterschaft.
Von seiner Gründung 1956 bis 1966 war er Trainer im Armeesportklub (ASK) Oberhof und baute gleichzeitig die Kinder- und Jugendsportschule (KJS) Zella-Mehlis auf. Unter ihm trainierten damalige Skisprunggrößen wie Helmut Recknagel.
1966 gründete Knappe die Skiabteilung des ThSV 1886 Geschwenda (damals Chemie Geschwenda) und wurde deren erster Leiter. Er engagierte sich unter anderem um den Bau der Schanzenanlage am Weißen Stein. Von den Sportlern seiner vier Trainingsgruppen für Nordisch-Kombinierte und Langläufer konnten einige an die KJS delegiert werden.
Franz Knappe starb kurz vor Vollendung seines 96. Lebensjahres nach langer Krankheit am 13. März 2017 in Geschwenda.